# El candidato (novela)
En la novela de la escritora chilena Isabel Allende, La casa de los espíritus, El Candidato es un político socialista que durante casi toda la novela viaja alrededor del país, arengando a los obreros y campesinos, entre ellos también los campesinos de las Tres Marías. 
Sin embargo, no obtenía la victoria electoral, debido a los esfuerzos de Esteban Trueba y el Partido Conservador, que muchas veces sabotearon las elecciones y, con apoyo del capital extranjero, atizaban la guerra sucia. 
Después de varios intentos, logra un soporte popular y vence sorpresivamente en la elección presidencial, a partir de entonces sería llamado “El Presidente”. Su gobierno está sitiado por problemas económicos, que otra vez incluía al capital extranjero, uno de los principales actos desestabilizadores era el desabastecimiento. Después de pocos años es derrocado por un golpe militar, que fue propuesto en un principio por el mismo senador Trueba, en el cual muere defendiendo el Palacio Presidencial. Se puede afirmar que el Candidato y el presidente, representan a Salvador Allende.
- Datos: Q5824197